# 脱脱 (辽王)
脱脱（？—1328年11月14日），元朝宗王，蒙古孛儿只斤氏，成吉思汗弟弟铁木哥斡赤斤的后裔。
1316年，脱脱被封为辽王。1323年，他趁元英宗被弑，晋王也孙铁木儿即位之际，仇杀亲王妃主百余人，夺取他们的牲畜财产，曾经屡次遭到朝臣弹劾。1328年，联合丞相倒剌沙等人扶持泰定帝幼子阿剌吉八在上都即位。上都诸王攻打大都时，派脱脱留守上都。天順元年十月十三日（1328年11月14日），上都被齐王月鲁帖木儿围困，脱脱兵败，被杀。同時其子八都亦被宣德府以聚黨出剽掠為由捕獲。

## 传記資料
- 《新元史》列传第二